# Wilhelm Wiggenhagen

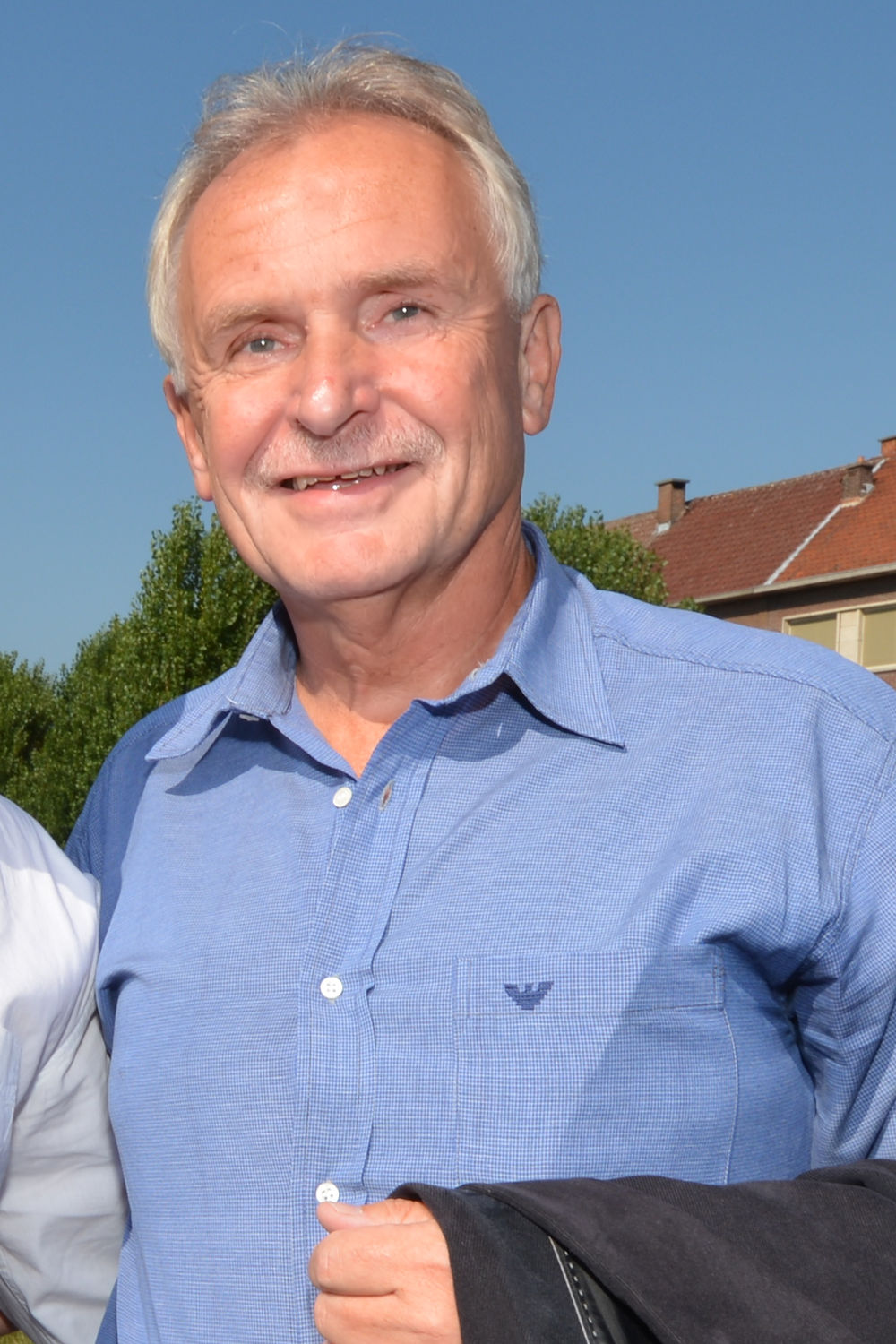
Wilhelm Wiggenhagen in Ennepetals Partnerstadt Vilvoorde, 2015

Wilhelm Wiggenhagen (* 28. Dezember 1955 in Schwelm) ist ein deutscher Politiker (parteilos). Er war von 2009 bis 2015 hauptamtlicher Bürgermeister der nordrhein-westfälischen Stadt Ennepetal.

## Leben
Wilhelm Wiggenhagen wuchs in Ennepetal-Altenvoerde auf. Die Eltern führten in Altenvoerde eine Bäckerei in dritter Generation. Er besuchte das Reichenbach-Gymnasium in Ennepetal und ließ sich danach bei der Kreisverwaltung Schwelm zum Kommunalbeamten ausbilden. Nach der Ausbildung, die er 1978 abschloss, wurde er Sachbearbeiter im Haupt- und Personalamt der Stadt Ennepetal. Von 1982 bis 1990 war er Pressesprecher der Stadt unter den Bürgermeistern Harald Wolf, Friedrich Döpp und August Born. Danach war er im Amt für Liegenschaften und Wirtschaftsförderung tätig, zuerst als stellvertretender Amtsleiter und schon ein halbes Jahr später als Amtsleiter. Seit 1993 ist er nebenberuflich Geschäftsführer des Existenzgründer- und Technologiezentrums (ZET) in Ennepetal. Nach Zusammenführung verschiedener Fachbereiche der Stadt Ennepetal wurde er im Jahr 2000 Leiter des Fachbereichs Immobilien und Wirtschaftsförderung, dazu zusätzlich zuständig für das Gebäudemanagement. Ab 2005 war er Leiter des neuen Fachbereichs Stadtentwicklung und Wirtschaftsförderung. Ab Dezember 2008 war er Erster Beigeordneter der Stadt Ennepetal.
Wilhelm Wiggenhagen ist verheiratet und hat zwei Söhne.

## Bürgermeisteramt
Als unabhängiger Kandidat der CDU wurde er bei der Kommunalwahl am 30. August 2009 mit 42,2 Prozent der gültigen Stimmen als Nachfolger von Michael Eckhardt, der ebenfalls parteiloser CDU-Kandidat war, zum Bürgermeister Ennepetals gewählt. Zur Bürgermeisterwahl 2015 trat er nicht mehr an; er hatte vorher seinen Ruhestand verkündet. Seine Nachfolgerin wurde, ebenfalls als parteilose Kandidatin, Imke Heymann.